# Doug Lewis (taekwondo)
Doug Lewis es un deportista estadounidense que compitió en taekwondo. Ganó una medalla en los Juegos Panamericanos de 1987, y dos medallas en el Campeonato Panamericano de Taekwondo en los años 1982 y 1984.

## Palmarés internacional
| Juegos Panamericanos    | Juegos Panamericanos          | Juegos Panamericanos | Juegos Panamericanos |
| Año                     | Lugar                         | Medalla              | Categoría            |
| ----------------------- | ----------------------------- | -------------------- | -------------------- |
| 1987                    | Indianápolis (Estados Unidos) | Medalla de oro       | –58 kg               |
| Campeonato Panamericano |                               |                      |                      |
| Año                     | Lugar                         | Medalla              | Categoría            |
| 1982                    | Ponce (Puerto Rico)           | Medalla de bronce    | –56 kg               |
| 1984                    | Paramaribo (Surinam)          | Medalla de oro       | –56 kg               |